# Понорел (Алба)
Понорел (рум. Ponorel) насеље је у Румунији у округу Алба у општини Видра. Oпштина се налази на надморској висини од 603 m.

## Становништво
Према подацима из 2002. године у насељу је живело 56 становника, од којих су сви румунске националности.